# SO Cholet
Stade Olympique Choletais – francuski klub piłkarski z siedzibą w Cholet. 

## Historia
Stade Olympique Choletais został założony w 24 maja 1913 roku jako Club Olympique Choletais. W 1943 roku klub połączył się z ASA Cholet tworząc Club des Antennes Choletaises. W 1946 roku klub doszło do kolejnej zmiany nazwy klubu na obecnie funkcjonującą SO Cholet. Przez wiele lat klub występował w niższych klasach rozgrywkowych. 
W 1970 roku klub po raz pierwszy awansował do Division 3. W 1975 roku klub po raz pierwszy w historii awansował do Division 2. Pobyt na zapleczu francuskiej ekstraklasy trwał tylko sezon i po zajęciu 17. miejsca klub spadł z ligi. Potem klub zaczął spadać w piłkarskiej hierarchii coraz niżej, występując co najwyżej w Division 3. Obecnie występuje w Championnat National (III liga). 

## Sukcesy
- mistrzostwo Division 4: 1993.
- 1 sezon w Division 2: 1975-1976.